# Homínido (novela)
Homínido (Hominide en alemán) es una novela corta escrita en alemán por el escritor austriaco Klaus Ebner. Narra una semana esencial de la vida de una banda de homínidos en África Central hace unos millones de años. El libro ha sido publicado en 2008 en la editorial FZA Verlag en Viena, Austria.

## Contenido y estructuración
La trama de homínido está situada en África Central hace unos millones de años, en una región de transición entre selva tropical y sabana. Los protagonistas son Australopithecus afarensis y por tanto, no conocen ni herramientas ni fuego. El narrador protagonista, Pitar, reflexiona en siete capítulos sobre su entorno y decide llevar a su banda hacia la civilización: «Entonces decidió iluminar las tinieblas, poner luces en los míos, según la máxima Que exista la luz, etcétera.» Pitar muestra la competencia lingüística, el razonamiento y las oraciones de un hombre moderno, de la misma manera que los conocimientos de un nuestro contemporáneo sobre la historia, la política y la literatura. A veces Pitar menciona que un concepto o un objeto particular todavía no existe - un efecto cómico en un escenario grotesco.
Resulta muy difícil convencer a los miembros de la banda de homínidos de la razón de nuevas actividades. Sin embargo, el narrador sabe conducir al patriarca Costello y recibe su protección. Esto sin embargo, hace crecer la rivalidad entre Costello y Re; este último empieza a disputar las hembras y el caudillaje del macho alfa. Las personas de confianza de Pitar son Carpediem, que utiliza adagios latinos y citas de textos de la antigüedad, y Lao quien está influenciado por el pensamiento chino. Poco a poco se yerguen protecciones contra el viento y toda la banda baja más a menudo de los árboles donde debe temer los carnívoros. Con la intención de responder al subiendo conflicto para el liderazgo, Pitar prueba de establecer una especie de parlamento que sirva para conciliar a los familiares. Mientras que Costello percibe el parlamento como un foro para la presentación de sí mismo y el fortalecimiento de su poder y que empieza a citar Winston Churchill y Abraham Lincoln, los otros miembros de la banda boicotean la idea por falta de disciplina y su desinterés ostensivo.

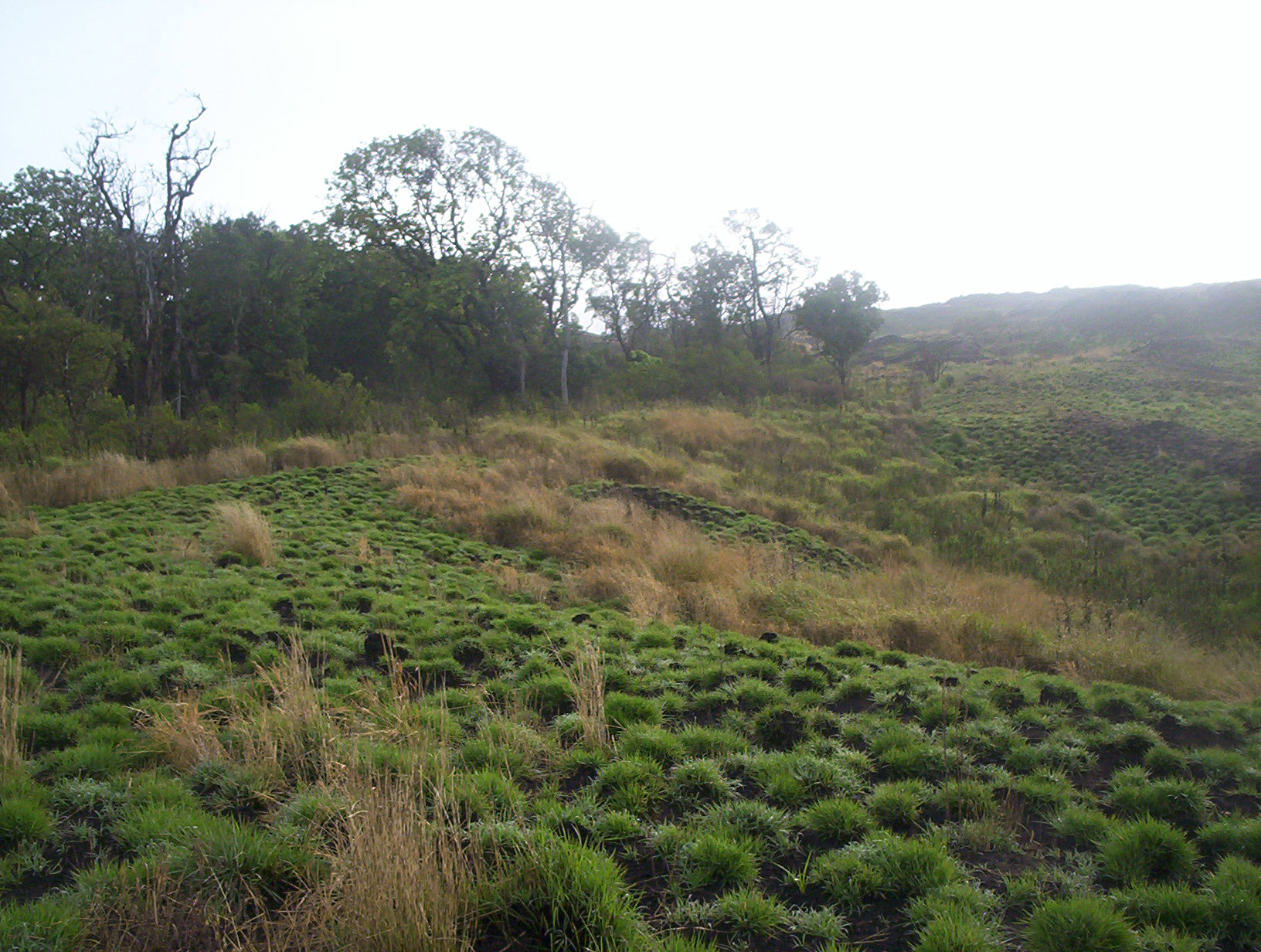
Sabana en Camerún.

La historia de amor de Pitar y Maluma está incrustada en la trama general. Maluma pertenece a las hembras de la banda que Costello considera su harén personal. Parece que ya ha roto su relación con Costello cuando empieza a interesarse por Pitar. Las escenas de su compañía con Pitar se encuentran al inicio de la novela corta así como a su final, y además interrumpen repetidas veces el tema principal; esta historia de amor está narrada en todos los capítulos que tienen un número impar. La autora austriaca Karin Gayer menciona en su reseña crítica que la historia amorosa de Pitar y Maluma y su posicionamiento en la trama hacen surgir una «segunda interpretación del principio y el fin».
La narración consta de siete capítulos designados de "Tag 1 (Día 1)» a «Tag 7 (Día 7)». Aludiendo a los días de la creación bíblica los protagonistas presentan nuevos conocimientos y creaciones en cada capítulo. El séptimo día todos están agotados y un descanso se anuncia. Pero, contrariamente al relato de la Biblia, el ataque de un dientes de sable destruye la paz. Algunos familiares mueren, entre otros Costello, por lo que el poder político se transfiere a su adversario brutal Re. Pitar y Maluma deciden dejar la banda y dejar el lugar familiar, en el libro se dice: «Teníamos que salir a tiempo, huir de Re y de su imperio que, si contaba el antiguo reino de Thorn, era el tercero.» Pitar y Maluma marchan hacia la sabana. El final hace referencia a la Expulsión del Paraíso y la teoría de la salida de África.

## Protagonistas y significación de los nombres
Con ocasión de la conversación que llevó la gerente regional para Viena de la editorial Arovell, Sonja Gamsjäger, el autor presentó algunas claves para los nombres de los protagonistas.
- Akshay: Este nombre procede del hindi respectivamente del sánscrito y significa "invicta". Akshay es una figura que tiene una personalidad muy firme. Pertenece a la banda pero representa una especie de contraste a Costello. En el grupo ella personifica el matriarcado.
- Bongo: Nación y lengua africanas; topónimos en algunos países africanos; alusión a la película «Bingo Bongo» del cantante y actor italiano Adriano Celentano. En la narración, Bongo es un macho adolescente que hace burla.
- Carpediem: El proverbio latino significa "aprovecha el día», literalmente «recoge el día», y procede de un poema de Horacio. Carpediem es el confidente y amigo de Pitar. Hace citas latinas y se expresa a veces en latín.[10]

- Costello: Apellido italiano-inglés. Costello es el caudal patriarcal de la banda. Quiere conservar su poder y reconoce rápidamente que las ideas de Pitar ofrecen una herramienta para fortificar su posición jerárquica. Por eso lo protege.
- Djamila: Djamila es una hembra de la banda y pertenece al harén de Costello. Este nombre es una palabra árabe y significa «bonita».
- Ischa: Ischa es una hembra de la banda y pertenece al harén de Costello. Junto con Djamila intenta conseguir la simpatía de la cabeza. El nombre procede de las lenguas semíticas y significa «mujer».
- Konrad: Alto-alemán antiguo. El nombre significa "consejero audaz" o "consejero bueno». El personaje pertenece al séquito de Re.
- Lao: Este nombre procede del chino. Dependiendo de la pronunciación significa «firme, sólido» o «viejo». Además los Lao son una etnia del Sureste Asiático. Lao hace citas de la filosofía china y liga amistad con Pitar.
- Lucy: Alusión a Lucy, el primer esqueleto de un australopithecus afarensis que se ha descubierto en 1974 en Etiopía. Lucy es la madre de la mayoría de los niños de la banda. En el último capítulo, Lucy parte hacia el África Oriental con Lao.
- Maluma: Maluma es una palabra artificial de la psicología de la Gestalt y representa formas redondas y suaves. Maluma es el gran amor de Pitar.
- Manisha: Este nombre procede del hindi respectivamente del sánscrito y significa «sabia». Entre las mujeres de la banda, Manisha representa una personalidad análoga a la de Lao entre los hombres.
- Pitar: El nombre del narrador protagonista procede del sánscrito y significa «padre», la palabra tiene su acento en la segunda «sílaba». Pitar narra la historia y es la figura principal.
- Re: Procede del italiano y significa «rey», además se trata de una alusión al Dios Ra o Re de la mitología egipcia. Re es el adversario y el rival de Costello y tiene una personalidad relativamente agresiva. Entiende Pitar como enemigo porque comprende muy bien que las ideas nuevas sirven al jefe de la banda. El ataque del gato de dientes de sable del último capítulo facilita Re de librarse de todos sus adversarios y de acceder finalmente al poder.
- Rhododendron: El rododendro, del griego «árbol a rosas», es un género de plantas con flor. Rhododendron es un macho de la banda con inclinaciones ecológicas.
- Ruth: El nombre procede del hebreo y significa «amiga» o «amistad». Ruth es una hembra con un carácter determinado.
- Thorn: Esta palabra procede de las antiguas «lenguas germánicas» y de la mitología nórdica. Designa la runa «Þ» que se pronuncia como la letra «th» en inglés o «z» en español europeo. Thorn es el miembro más anciano de la banda, el antiguo jefe de familia. Entra en escena sólo al inicio y muere al final del segundo capítulo. Está considerado un sabio. En la dinastía de los jefes de banda fue el predecesor de Costello.

## Génesis
El autor dijo que había tenido la idea de describir un hombre prehistórico con saber actual y lengua moderna ya en 2006. Pero no elaborarla más porque pensaba que el contenido no era suficiente para una novela larga . En febrero del 2008 recibió el premio Wiener Werkstattpreis y la editorial FZA, que organiza la convocatoria cada año, ofreció al premiado publicar un libro limitado a 100 páginas. Ebner va pues finalizar el cuento y publicó el libro en octubre del mismo año. La editorial FZA Verlag presentó la obra al público en Viena. Hasta ahora no hay ninguna traducción en otras lenguas.

## Crítica e interpretación

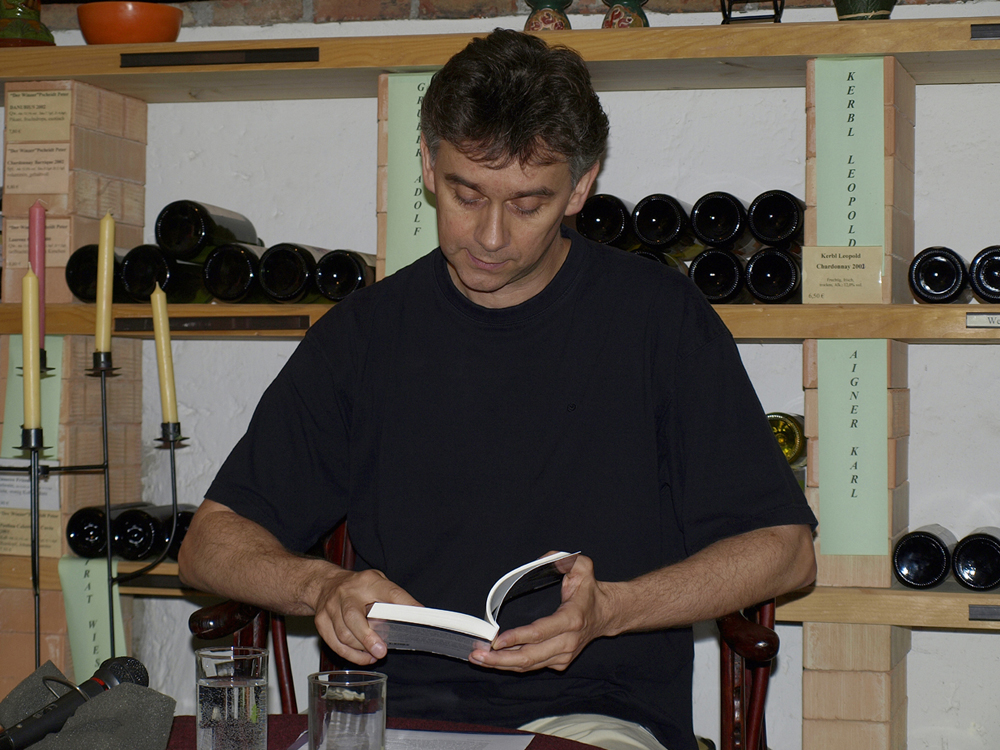
El autor en una presentación.

Para Heinz Gerstinger el libro es la «historia sobre el amanecer del espíritu humano». Varios críticos subrayaron el aspecto irónico y satírico de la narración. Entre otras cosas, el autor lo consigue con los nombres de los protagonistas, las citas latinas y locuciones contemporáneas así como con el paralelismo de los siete días de la Creación y el proceso de hominización. Ingrid Reichel menciona que el libro apareció exactamente en el 150 aniversario de la teoría de la evolución de Charles Darwin. En analogía a enunciados similares en reseñas sobre las otras obras del autor Reichel menciona el lenguaje buscado y rico en detalles que sería «empapado de un humor sutil y sensible».
Para las numerosas frases que no son alemanas sino sobre todo latinas, la primera edición no habilita ninguna traducción. Ingrid Reichel pidió a la editorial de añadir un glosario en caso de reedición. El autor pero publicó este glosario en su sitio web.
A pesar de las claras alusiones a más de una religión, sobre todo al judaísmo y al cristianismo, Ingrid Reichel ha constatado en su reseña crítica que se trata de una narración «para pensadores (...), para darwinistas, de ninguna manera para creacionistas, no tanto para creyentes, sino más para ateos». Karin Gayer menciona también la semejanza de la sociedad descrita en el libro con la jerarquía de una tropa de chimpancés y de otra manera el matriarcado social insinuado que se acerca al comportamiento de los bonobos. Subraya la posición fuerte - verdaderamente emancipada - de las mujeres dentro del cuento. En el contexto de los paralelismos ella comenta: «A un nivel particular la mezcla permanente de características humanas y simiesques llama nuestra atención y crea en el lector la pregunta quizás justa sobre cómo nosotros, que nos consideramos sapiens en un doble sentido, deberíamos clasificarnos.»